# Heterophryxus australis
Heterophryxus australis is een pissebed uit de familie Dajidae. De wetenschappelijke naam van de soort is voor het eerst geldig gepubliceerd in 1977 door Schultz.